# Live at Donington 1990
| 전문가 평가 | 전문가 평가 |
| 평가 점수   | 평가 점수   |
| 출처        | 점수        |
| ----------- | ----------- |
| AllMusic    | [ 1 ]       |

《Live at Donington 1990》는 영국의 하드 록 밴드 화이트스네이크의 라이브 음반이다. 1990년 8월 18일, 캐슬 도닝턴에서 몬스터즈 오브 록 페스티벌 동안 녹음되었으며, 밴드는 헤드라인을 장식했다. 일본에서는 2011년 5월 20일, 유럽에서는 6월 3일, 미국에서는 6월 7일에 발매되었다.

## 배경
밴드는 투어 동안 현대적인 사운드 시스템으로 공연을 했고, 이는 인상적인 음질을 보장했고, 콘서트는 BBC 라디오를 통해 생중계되었다. 발이 묶인 팬들은 공연의 전문적인 오디오뿐만 아니라, 그 그룹의 웹사이트에서 동원을 통해 콘서트 장면의 공개를 요청했다. 이 음반은 2CD 세트, 1장의 DVD 세트, 2CD/DVD 디지팩, 바이닐, 디지털 에디션으로 발매되었다. 2020년 8월, 30주년 기념 리마스터판이 발매되었다.

## 곡 목록
| #   | 제목                       | 작사·작곡                            | 재생 시간 |
| --- | -------------------------- | ------------------------------------ | --------- |
| 1.  | 〈Slip of the Tongue〉     | 데이비드 커버데일, 아드리안 반덴버그 | 6:52      |
| 2.  | 〈Slide It In〉            | 커버데일                             | 5:02      |
| 3.  | 〈Judgement Day〉          | 커버데일, 반덴버그                   | 5:55      |
| 4.  | 〈Slow an' Easy〉          | 커버데일, 미키 무디                  | 8:11      |
| 5.  | 〈Kittens Got Claws〉      | 커버데일, 반덴버그                   | 4:58      |
| 6.  | 〈Adagio for Strato〉      | 반덴버그                             | 3:00      |
| 7.  | 〈Flying Dutchman Boogie〉 | 반덴버그                             | 3:53      |
| 8.  | 〈Is This Love〉           | 커버데일, 존 사이크스                | 4:45      |
| 9.  | 〈Cheap an' Nasty〉        | 커버데일, 반덴버그                   | 4:20      |
| 10. | 〈Crying in the Rain〉     | 커버데일                             | 13:27     |

| #  | 제목                                       | 작사·작곡                   | 재생 시간 |
| -- | ------------------------------------------ | --------------------------- | --------- |
| 1. | 〈Fool for Your Loving〉                   | 커버데일, 버니 마즈든, 무디 | 6:01      |
| 2. | 〈For the Love of God〉                    | 스티브 바이                 | 5:12      |
| 3. | 〈The Audience Is Listening〉              | 바이                        | 3:01      |
| 4. | 〈Here I Go Again〉                        | 커버데일, 마즈든            | 5:42      |
| 5. | 〈Bad Boys〉                               | 커버데일, 사이크스          | 6:16      |
| 6. | 〈Ain't No Love in the Heart of the City〉 | 마이클 프라이스, 댄 월시    | 8:26      |
| 7. | 〈Still of the Night〉                     | 커버데일, 사이크스          | 7:53      |